# سيدني ستابس
سيدني ستابس هو سياسي أسترالي، ولد في 19 يوليو 1861 في وارنامبول في أستراليا، وتوفي في 30 يوليو 1953 في سوبياكو ‏ في أستراليا. نشط حزبياً في Western Australian Liberal Party (1911–1917) ‏. وقد انتخب عضو الجمعية التشريعية لأستراليا الغربية ‏.